# Punto base
Un punto base o punto básico (denotado como ‱, pb o bp, en plural bips) es la centésima parte (1/100) de un punto porcentual, es decir 1 pb = 0.01 %.
Suele utilizarse para diferencias en los tipos de interés de menos de 1 % al año. Por ejemplo, una diferencia de 0,10 % es equivalente a un cambio de 10 puntos base (por ejemplo, un tipo de interés del 4,67 % incrementado en 10 puntos base es igual a 4,77 %).
Los puntos base evitan confusiones entre discusiones relativas y absolutas en lo referente a tipos de interés tratando únicamente con el cambio absoluto en valor numérico de un tipo. Por ejemplo, si un informe afirma que ha habido un «alza del 1 %» de un tipo de interés del 10 %, debería hacer referencia a un incremento del 1 % hasta los 10.1 % (relativo, 1 % de 10 %), pero erróneamente puede interpretarse como un incremento del 10 % hasta el 11 % (absoluto, 1 % más 10 %). Sin embargo, la posible confusión se elimina si el informe afirma que ha habido un «alza de 10 puntos base/básicos» de un tipo de interés del 10 %, que todo el mundo ya interpreta como que el tipo de interés del 10 % (la «base») se ha incrementado un 0.10 % (en términos absolutos) hasta un tipo del 10.1 %.
En el mundo de las finanzas es habitual hacer uso de los puntos base para denotar el cambio de ratio en un instrumento financiero o la diferencia entre dos tipos de interés, incluyendo el rendimiento de valores de renta fija. Algunos empréstitos y bonos se denominan como agios en relación (sobre o bajo) a algunos índices o valores básicos. Por ejemplo se dice que un empréstito con un interés del 0,50 % anual sobre el LIBOR es 50 puntos base sobre el LIBOR, y se suele expresar como «L+50bps» o simplemente «L+50».